# Walter Milne

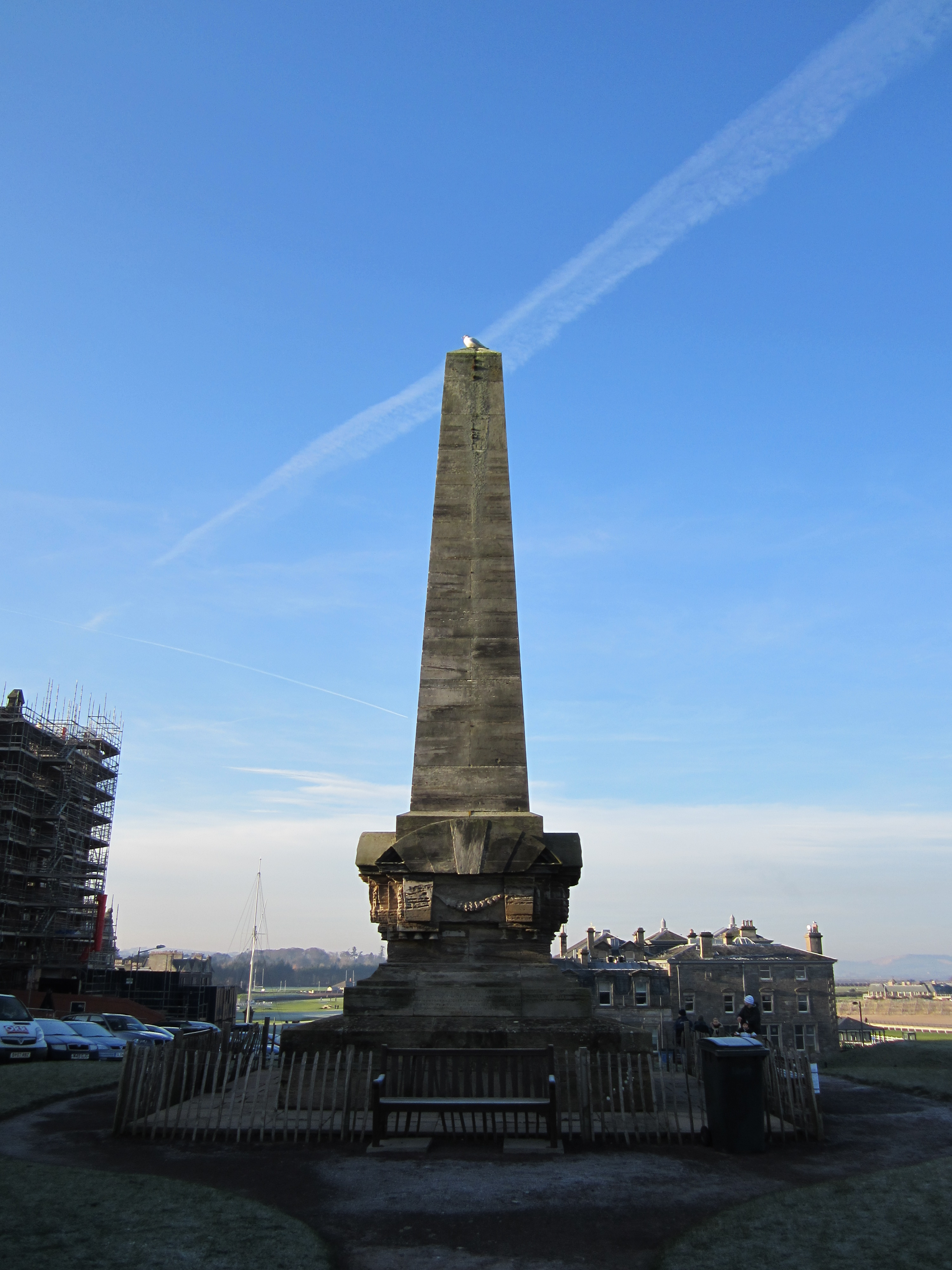
The Martyrs' Monument, St Andrews, which commemorates Milne and three other martyrs: Patrick Hamilton, Henry Forrest, and George Wishart.

Walter Milne (fallecido en abril de 1558), también registrado como Mill o Myln, fue el último mártir protestante en ser quemado en Escocia antes de que la Reforma escocesa cambiara el país del catolicismo al presbiterianismo.

## Primeros años
En sus primeros años visitó Alemania, donde conoció las doctrinas de la Reforma. En un momento fue sacerdote católico de la parroquia de Lunan cerca de Montrose. Durante la época del cardenal Beaton se le acusó de hereje, por lo que huyó del país y fue condenado a ser quemado dondequiera que se le encontrara.

## Arresto y juicio
Mucho después de la muerte del cardenal estuvo a instancia de John Hamilton, arzobispo de St. Andrews, detenido el 20 de abril de 1558 en la ciudad de Dysart, Fife. Él "lo acogió en una casa de pobres wyfes, y le estaba enseñando los mandamientos de Dios". Después de estar confinado durante algún tiempo en el castillo de St. Andrews, fue llevado a juicio ante una asamblea de obispos, abades y médicos en la iglesia catedral. Tenía entonces más de ochenta años, y estaba tan débil y enfermo que apenas podía subir al púlpito donde tenía que responder ante ellos. Sin embargo, dice Foxe, "cuando empezó a hablar hizo que la iglesia resonara y volviera a sonar con tanta valentía y firmeza que los cristianos que estaban presentes no se alegraron menos que los adversarios confundidos y avergonzados". Al negar las acusaciones en su contra, aprovechó la oportunidad para denunciar audazmente lo que consideraba los errores especiales de la iglesia romana; su juicio terminó pronto, y fue condenado a ser quemado como hereje el 28 de abril de 1558. Cuando fue condenado a muerte, Milne respondió: "No me retractaré de la verdad. Soy maíz, no paja; no me volaré lejos con el viento o estallado por el mayal. Sobreviviré a ambos ".

## Ejecución
Fue quemado en la hoguera por herejía frente a Deans Court, St Andrews, en abril de 1558 a la edad de 82 años. Según George Buchanan, la comunidad de St. Andrews estaba tan ofendida por la sentencia que cerraron sus tiendas para que es posible que no vendan materiales para su ejecución; y después de su muerte amontonaron en su memoria un gran montón de piedras en el lugar donde fue quemado.

## Eventos subsecuentes
Mylne estaba casado y su viuda vivía en 1573, cuando recibió 6 libras. 13 s. 4d. de los tercios de los beneficios. Después de que John Knox predicó en junio de 1559 en St. Andrews su famoso sermón sobre la "limpieza del templo" que inició la reforma escocesa, "por orden de los magistrados, las iglesias fueron despojadas de los monumentos de 'idolatría' que se quemaron ceremoniosamente en el lugar donde Myln había sufrido". Milne se conmemora en el Monumento a los Mártires en St Andrews y en una ventana del Castillo de Edimburgo.

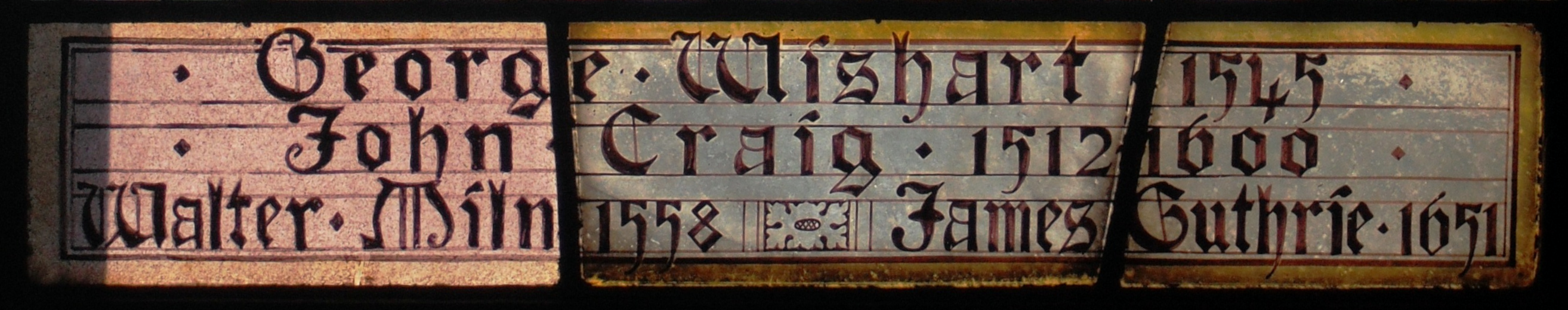
Window in Edinburgh Castle's Great Hall. George Wishart (c.1513 – 1 Mar 1546), John Craig (1512-1600), James Guthrie (1612? – 1 Jun 1661)